# Lahůdkové droždí

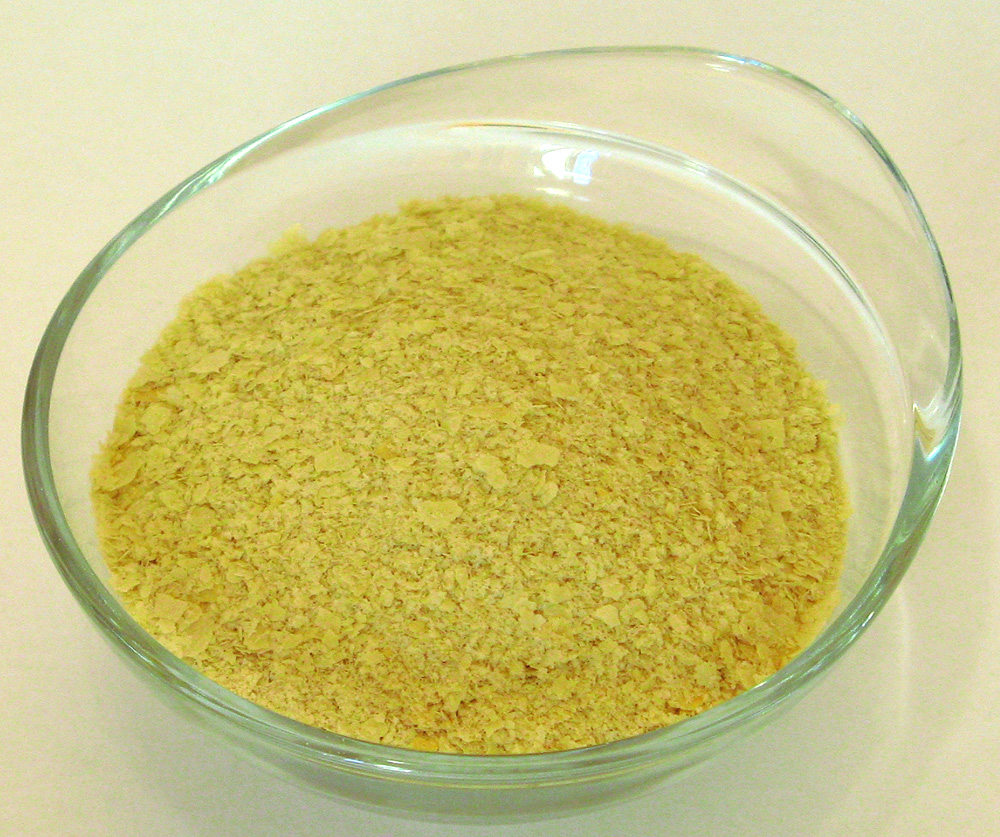
Lahůdkové droždí ve formě vloček

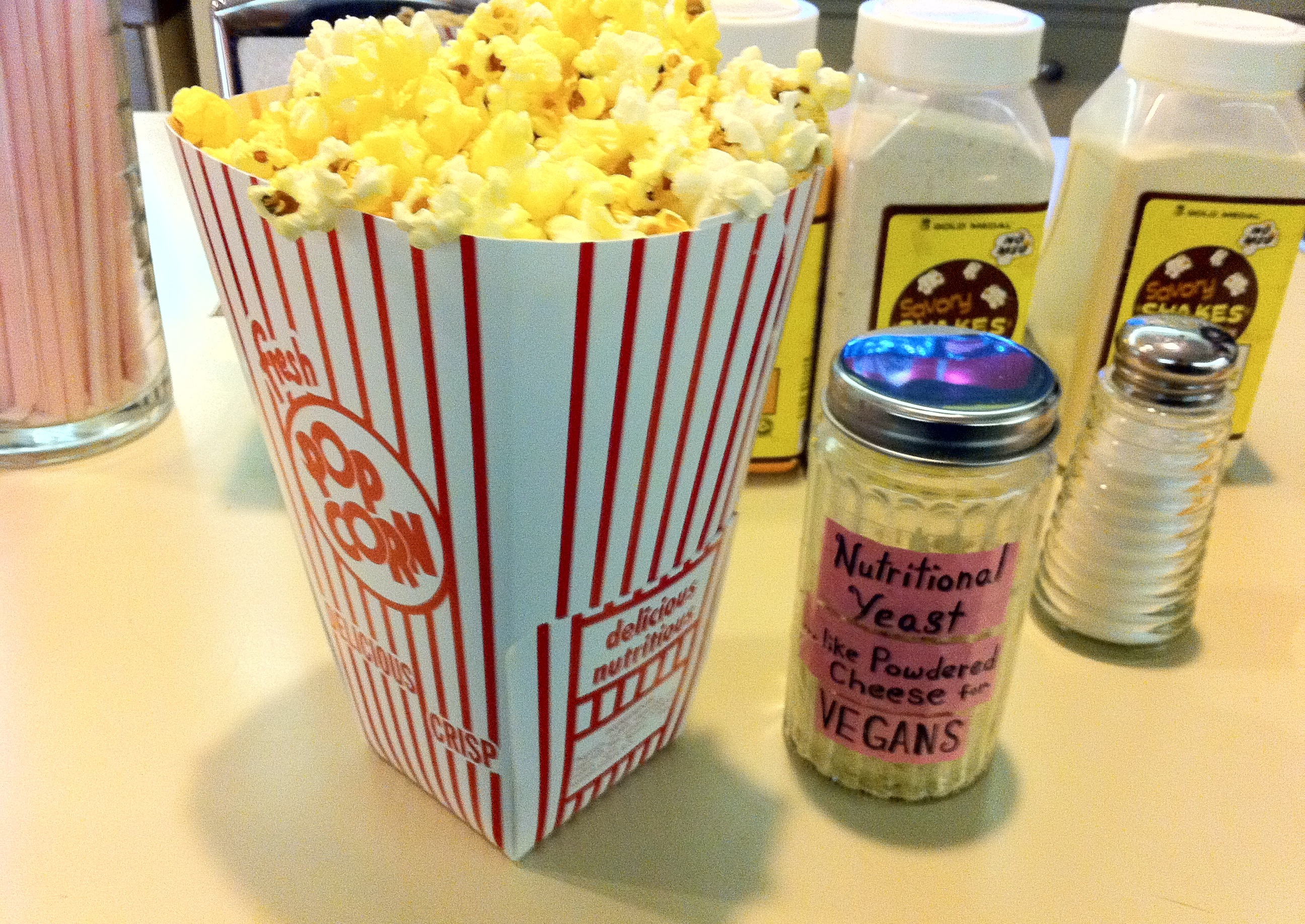
Droždí nabízené k ochucení pražené kukuřice

Lahůdkové droždí (také neaktivní droždí nebo lahůdkové sušené droždí, odtud zkratka LSD)[chybí lepší zdroj] je ochucovadlo oblíbené zejména ve veganské a vegetariánské kuchyni. Má poměrně vysokou nutriční hodnotu a vysoký obsah některých vitamínů B. Přirozeně neobsahuje vitamín B12 – ten ale bývá do komerčně dostupného lahůdkového droždí někdy uměle přidáván.
Pro svou chuť blízkou chuti sýra je využíváno jako náhražka v receptech obvyklých se sýrem, například na veganských pizzách, v pomazánkách a jako příchuť slaných pamlsků. Mezi značkové pomazánky, které je obsahují, patří britský Marmite, australský Vegemite a švýcarský Cenovis.
Je vyráběno namnožením kvasinek, které jsou následně deaktivovány zahřátím nad teplotu kolem 45°. Lahůdkové droždí tedy nelze využít například pro přípravu kynutého těsta, byť bývá často vytvářeno ze stejného druhu kvasinek Saccharomyces cerevisiae, z kterého je vyráběno droždí používané v pekařství a pivovarnictví. V sušené podobě je obvykle prodáváno ve formě vloček nebo prášku.